# Castelli Calepio
Castelli Calepio – miejscowość i gmina we Włoszech, w regionie Lombardia, w prowincji Bergamo.
Według danych na styczeń 2009 gminę zamieszkiwało 9928 osób przy gęstości zaludnienia 1002 os./1 km².